# Ringloser Butterpilz
Der Ringlose Butterpilz bzw. Ringlose Butter-Röhrling oder Rosafüßige Körnchen-Röhrling (Suillus collinitus, syn. Suillus fluryi) ist ein essbarer Pilz aus der Familie der Schmierröhrlingsverwandten. Er ist häufig unter Kiefern anzutreffen, mit denen er Mykorrhiza bildet.

## Merkmale

### Makroskopische Merkmale
Der Hut des Ringlosen Butterpilzes ist etwa 3–10 cm breit, hell- bis dunkelbraun mit wenigen Gelbtönen und eingewachsen radialfaserig. Bei jungen Pilzen ist er gewölbt, später abgeflacht, der Rand ist glatt, manchmal wellig verbogen. Er ist von einer für die Schmierröhrlinge typischen, klebrigen und schmierigen Haut überzogen, die bei feuchter Witterung einen schleimigen Film bekommt. Der Hutrand ist anfangs eingerollt und bei älteren Pilzen scharf. Die Poren des Pilzes sind rundlich bis eckig und sind anfangs blassgelb, später olivgelb gefärbt. Der Stiel ist 4–7 cm lang und bis zu 2 cm breit, gelblich und jung mit klaren bis bernsteingelblichen Guttationströpfchen besetzt, die eingetrocknet als rötlichbraune Drüsenpunkte zurückbleiben. Die Stielbasis sowie der Myzelfilz sind rosa gefärbt. Er besitzt keinen Ring. Das Fleisch ist gelblich und hat eine weiche Konsistenz. Es färbt sich mit Kalilauge lachsrosa und mit Eisensulfat eher grau als grünlich. Das Sporenpulver ist hellbraun.

### Mikroskopische Merkmale
Die Sporen sind elliptisch bis apfelkernförmig, gelblich, mit Tropfen und haben eine Größe von 7,5–10 × 3,2–5 Mikrometer.

## Artabgrenzung
Der Ringlose Butterpilz ähnelt dem Körnchenröhrling (Suillus granulatus). Dieser hat einen heller orangebraunen und glatten (nicht eingewachsen radialfaserigen Hut) und milchig weiße Guttationströpfchen.
Der Butterpilz (Suillus luteus) wächst ebenfalls unter Kiefern, besitzt aber einen weißlichen Ring (Velum) am Stiel. Der Sandröhrling (Suillus variegatus) hat eine körnigere und filzigere Huthaut, die nur bei feuchtem Wetter eine schleimige Konsistenz annimmt. Im Mittelmeergebiet kann er auch mit dem Mittelmeer-Körnchenröhrling (Suillus mediterraneensis) verwechselt werden.
Alle ähnlichen Arten unterscheiden sich zusätzlich durch die fehlenden Rosatöne an der Stielbasis.

## Ökologie
Der Ringlose Butterpilz bildet Mykorrhiza mit Kiefern und wird auch zur Wiederaufforstung in mediterranen Gebieten genutzt. Er wächst nur selten in Wäldern, sondern meist nur an deren Rändern. Er kommt vor allem in Kiefernforsten, Eichengebüschen vor. Am häufigsten wächst er im Übergangsbereich zwischen Kiefernwäldern oder Kiefernforsten und Wacholderheiden, manchmal auch an parkähnlichen Standorten und auf Wiesen und Weiden. Der Ringlose Butterpilz wird in Mitteleuropa auf kalkhaltigen Böden gefunden. Die Fruchtkörper erscheinen in Mitteleuropa von selten im Sommer, eher später im Jahr (September bis Oktober) bis zu den ersten Frösten.

## Verbreitung
Ob der Ringlose Butterpilz in Nordafrika vorkommt, ist unklar, es könnte sich dort auch um Verwechslungen mit dem Mittelmeer-Körnchenröhrling handeln. Zumindest im spanischen Mittelmeergebiet und Malta kommt er sehr häufig vor und ist oft die dominante Großpilzart in Aleppokieferbeständen. Die Art kommt ansonsten in ganz Europa nördlich bis Mittelschweden und östlich bis zur Slowakei vor. In Deutschland ist er vor allem im Süden verbreitet, fehlt jedoch nördlich des 52. Breitengrades weitgehend.

## Bedeutung
Der Ringlose Butterpilz ist essbar, jedoch ist der Geschmack nur mäßig; ältere Exemplare sind oft von Schädlingen zerfressen und haben weiches, zähes Fleisch.